# Lis Jeppesen
Lis Jeppesen (født 5. april 1956) er en dansk balletdanser. Hun kom ind på det Kongelige Teaters Balletskole i 1963, blev medlem af korpset i 1974 og solodanser i 1980.  
Lis Jeppesen afsluttede sin dansekarriere som solodanser i 1998 (som 43-årig), og fortsatte herefter som karakterdanser ved Den Kongelige Ballet indtil 2017. Lis Jeppesen fejrede 40 års jubilæum i 2014.

## Biografi
Lis Jeppesen er født i Vanløse den 5. april 1956, og er datter af købmanden Helvinn Emil Schørring J. (1915-75) og Alice Gunna Johansen (født 1919). Allerede som 6-årig demonstrerede hun sit talent som danser og mimisk talent i rollen som Columbine i Tivolis koncertsal.
Sin første væsentlige rolle fik hun i 1974 som bare 17-årig i den hollandske koreograf Rudi van Dantzig's Monument for a Dead Boy. I den anledning karakteriserede Politikens balletkritiker Ebbe Mørk hende som “på en gang skær og stærk som et pigesind i et digt af Tove Ditlevsen”.
I 1977 fik hun rollen som Clara i Flemming Flindt 's Nøddeknækkeren og imponerede publikum med sine store livlige øjne. 
1979 blev Lis Jeppesens gennembruds-år, da hun kom til at danse de to store romantiske ballerinaroller i henholdsvis Erik Bruhns Giselle og i August Bournovilles Sylfiden. Det følgende år blev hun forfremmet til solodanser og i de følgende år kom ønskerollerne væltende. Svanilda i Coppelia, 1981, som fik ballethistorikere til at sammenligne hende med Margot Lander. I 1980 var hun en drømmende Hermia i En skærsommernatsdrøm, i 1983 en kølig dryadedronning i Don Quixote og året efter en selvoptaget ballerinadukke i Petruschka.
Derefter fulgte imidlertid sæsoner, hvor repertoiret forandrede sig og pludselig ikke rummede roller til hendes kvaliteter, samtidig med at hun døjede med skader. Privat mødte hun til gengæld lykken i Jan Boris Pedersen, som hun giftede sig med i 1987, samme år som hun fødte sin første datter.
Efter en forestilling i New York i juni 1982 modtog hendes Swanilda særlig anerkendelse fra New York Times Anna Kisselgoff 
I 1987 fik hun rollen som skyggekvinden i Verklärte Nacht. af den tjekkiske koreograf Jiří Kylián (en). I 1990 var hun den mystiske kvinde i den franske koreograf Maurice Béjarts Serait-ce la Mort?, og i 1992 en kåd, men også længselsfuld Teresina i Napoli. Men først og fremmest blæste hun publikum omkuld med spændvidden i sin tolkning af Tatjana i den britisk-tyske koreograf J. Crankos Onegin (1989), skabt over en versroman af den russiske forfatter Aleksandr Sergejevitj Pusjkin. 
Hendes sceniske uberegnelighed har været et kendetegn, uanset om hun har overrasket som en følelseskold enkedronning Juliane Marie i Flemming Flindts Caroline Mathilde, 1991, en grotesk og grisk Frk. Birthe i Bournonvilles Et folkesagn, 1991, eller en forundret og selvtilfreds Bathilde i Peter Schaufuss’ version af Giselle, 1994.
Sidst i danserkarrieren formåede hun at forbløffe med sine nuancerede kvindeskildringer, ikke mindst i Anna Lærkesens balletter Kindertotenlieder, 1992, og Symfoni og forvandling, 1995.
Lis Jeppesen har modtaget flere hædersbevisninger og legater, bl.a. Tagea Brandts Rejselegat 1982 og samme år Teaterpokalen.
Efter 26 år på scenen trak hun sig i 1998 fra aktiv dans. Hun har siden været ansat som karakterdanser og træner.  

## Priser
I 1982 modtog hun Teaterpokalen
I 1989 blev hun udnævnt til ridder af Dannebrogordenen.
I 2002 blev hun udnævnt til Ridder af Dannebrog af 1. grad.

Derudover har hun modtaget Tagea Brandts Rejselegat (1982), Albert Gavbier legat (1996), Poul Waldords Fond legat (1996), Hans Becks Mindelegat (2004) og Ballettens Venner Hæderslegat (2014)